# Ружейников, Александр Михайлович
Александр Михайлович Ружейников (1895 — 1937) — участник Белого движения, командир донских казачьих частей, полковник.

## Биография
Из дворян области Войска Донского, казак станицы Михайловской. Образование получил в Усть-Медведицком реальном училище.
По окончании Новочеркасского казачьего училища в 1914 году был выпущен хорунжим в 8-й Донской казачий полк. С началом Первой мировой войны переведен в 30-й Донской казачий полк. Состоял полковым адъютантом, за боевые отличия был награждён несколькими орденами, в том числе орденом Св. Анны 4-й степени с надписью «за храбрость». Произведен в сотники 1 апреля 1916 года, в подъесаулы — 12 ноября того же года.
В Гражданскую войну участвовал в Белом движении на Юге России. С января 1919 года был прикомандирован к оперативному отделу штаба Донской армии. Затем состоял старшим адъютантом штаба 8-й Донской конной дивизии, произведен в есаулы 30 апреля 1919 года. Позднее в том же году — войсковой старшина конвойного полка командующего Донской армией. 27 августа 1919 года назначен командиром 2-го Донского конного полка, в каковой должности оставался до 13 ноября того же года. Заболел тифом и был эвакуирован, после болезни состоял по интендантству до апреля 1920 года. В Русской армии — вновь командир 2-го Донского конного полка. Произведен в полковники 13 августа 1920 года. Награждён орденом Св. Николая Чудотворца.
В эмиграции в Чехословакии и Болгарии. В 1923 году подписал воззвание о возвращении в СССР, за что был подвергнут взысканию по суду. В том же году вернулся в СССР, жил в Свердловске, работал бухгалтером в конторе «Лакокраска». 17 ноября 1937 года был арестован, 21 ноября приговорен к ВМН и 29 ноября расстрелян.

## Награды
- Орден Святого Владимира 4-й ст. с мечами и бантом (ВП 2.03.1915)
- Орден Святой Анны 4-й ст. с надписью «за храбрость» (ВП 10.03.1915)
- Орден Святого Станислава 3-й ст. с мечами и бантом (ВП 10.03.1915)
- Орден Святой Анны 3-й ст. с мечами и бантом (ВП 2.04.1915)
- Орден Святителя Николая Чудотворца (Приказ Главнокомандующего № 3651, 16 сентября 1920)